# Crewe Green
Crewe Green är en by i civil parish Weston and Crewe Green, i distriktet Cheshire East, i Storbritannien. Den ligger i grevskapet Cheshire och riksdelen England, i den södra delen av landet, 230 km nordväst om huvudstaden London. Crewe Green var en civil parish fram till 2023 när blev den en del av Weston and Crewe Green. Civil parish hade 213 invånare år 2011.